# Rocco Gullo
Rocco Gullo, né à Salaparuta le 15 janvier 1899, mort à Palerme le 27 décembre 1972, est un avocat et homme politique italien. Socialiste, il est maire de Palerme de 1944 à 1946 et membre de l'Assemblée constituante de la République italienne.

## Biographie
Né dans une famille de riches propriétaires terriens conservateurs de la vallée du Belice, Rocco Gullo exprime des idées progressistes et rompt avec ses parents pour s'installer à Palerme et suivre sans leur argent, des études de droits qu'il finance en travaillant.
Soldat durant les derniers mois de la Première Guerre mondiale, il obtient ensuite son diplôme de droit à Palerme et commence à travailler comme avocat pour des cabinets des procès importants.
En juin 1925, il est arrêté pour activités antifascistes clandestines et propagande subversive. Incarcéré durant un mois, il est acquitté. Pendant la période fasciste, son activité judiciaire est entravée par les réguliers contrôles policiers.
Après le Débarquement allié en Sicile, il est nommé par Charles Poletti dans la junte menée par le conte séparatiste Lucio Tasca Bordonaro, en poste de septembre 1943 à août 1944.
Deux semaines après le massacre de la foule par l'armée sur la Via Maqueda, le baron Enrico Merlo di Tagliavia, commissaire extraordinaire qui a remplacé Lucio Tasca, est à son tour relevé de ses fonctions. Le préfet Paolo D'Antoni nomme Rocco Gullo maire de Palerme le 4 novembre. Jusqu'à sa démission en  novembre 1946, il lutte contre la contrebande et le marché noir, reconstitue la police, réorganise les services publics. On ne connait pas ses réactions aux attaques de la bande de Salvatore Giuliano contre la caserne Bellolampo et l'émetteur radio d'Uditore.
En février 1946, plusieurs jeunes militants, dont Nicolò Cipolla, Mario Mineo, Napoleone Colajanni, Enzo Sellerio et Peppe Fazio, le font exclure du PSI palermitain pour sa participation à la junte séparatiste de Tasca et ses prises de positions réformistes et sa proximité avec les milieux mafieux, mais Nenni et Saragat interviennent en faveur de sa réintégration, provoquant le départ de Cipolla vers le PCI.
Le 2 juin 1946, il est élu, sous l'étiquette du PSI, député à l'Assemblée constituante avec près de 10 000 préférences, mais celui qui a refusé de recevoir le roi Umberto Ier en mai, voit sa ville, Palerme, voter fortement en faveur de la monarchie lors du référendum national.
Réélu aux élections municipales de novembre, dont la droite palermitaine sort gagnante, Gullo démissionne pour céder sa place au qualunquiste Gennaro Patricolo.
En 1947, il suit Saragat pour fonder le Parti socialiste des travailleurs italiens dont il préside le groupe parlementaire . Il échoue à se faire élire à la Chambre et au Sénat en 1948 et en 1953.
En 1950, il est nommé vice-président de la Cassa per il Mezzogiorno par le Premier ministre Alcide De Gasperi. Il a également été vice-président de l' Irfis, société publique régionale de crédit aux entreprises.
Il est réélu au conseil municipal de Palerme en 1952 avec le PSDI. Salvo Lima le nomme adjoint en 1958 alors que deux ans plus tôt les deux hommes s'étaient opposés sur le renouvellement du contrat d'entretien des voiries de Palerme
Comme avocat, il obtient l'acquittement, faute de preuves, du mafieux Luciano Leggio, pour l'assassinat du syndicaliste socialiste Placido Rizzotto.
Il était l'époux de l'écrivaine Elena Paternostro (Palerme, 1911 - 1958) , nièce du député Alessandro Paternostro.